# Takuro Kikuoka
Takuro Kikuoka (菊岡 拓朗 Kikuoka Takuro?, nacido el 30 de junio de 1985 en Shizuoka) es un futbolista japonés que se desempeña como centrocampista.

## Trayectoria

### Clubes
| Club              | País  | Año         |
| ----------------- | ----- | ----------- |
| Mito HollyHock    | Japón | 2008 - 2009 |
| Tokyo Verdy       | Japón | 2010 - 2011 |
| Tochigi SC        | Japón | 2012 - 2013 |
| Consadole Sapporo | Japón | 2014 - 2015 |
| SC Sagamihara     | Japón | 2016 -      |

## Estadística de carrera

### J. League
| Club              | Año   | J. League | J. League | Copa J. League | Copa J. League | Total | Total |
| Club              | Año   | Part.     | Goles     | Part.          | Goles          | Part. | Goles |
| ----------------- | ----- | --------- | --------- | -------------- | -------------- | ----- | ----- |
| Mito HollyHock    | 2008  | 28        | 2         | -              | -              | 28    | 2     |
| Mito HollyHock    | 2009  | 40        | 4         | -              | -              | 40    | 4     |
| Tokyo Verdy       | 2010  | 34        | 3         | -              | -              | 34    | 3     |
| Tokyo Verdy       | 2011  | 35        | 8         | -              | -              | 35    | 8     |
| Tochigi SC        | 2012  | 39        | 7         | -              | -              | 39    | 7     |
| Tochigi SC        | 2013  | 35        | 2         | -              | -              | 35    | 2     |
| Consadole Sapporo | 2014  | 22        | 0         | -              | -              | 22    | 0     |
| Consadole Sapporo | 2015  | 8         | 0         | -              | -              | 8     | 0     |
| SC Sagamihara     | 2016  | 30        | 0         | -              | -              | 30    | 0     |
| SC Sagamihara     | 2017  | 26        | 1         | -              | -              | 26    | 1     |
| Total             | Total | 297       | 27        | 0              | 0              | 297   | 27    |